# معادله دارسی ویسباخ
در مکانیک سیالات، رابطهٔ دارسی ویسباخ (به انگلیسی: Darcy–Weisbach equation) رابطه ای تجربی برای سیالات غیرقابل تراکم است که افت فشار (افت هد) سیال در طول یک لوله به دلیل اصطکاک را به سرعت متوسط جریان مرتبط می‌کند. این رابطه به نام دانشمندان، هنری دارسی و جولیوس ویسباخ نام‌گذاری شده‌است.
این رابطه شامل یک ضریب بی بعد می‌باشد که به نام‌های ضریب اصطکاک دارسی، ضریب اصطکاک دارسی-ویسباخ یا ضریب اصطکاک شناخته می‌شود.

## شکل معادله به صورت افت فشار
در یک لوله با مقطع دایره ای به قطر D، افت فشار ناشی از اثرات ویسکوز Δp با طول L رابطه مستقیم داشته و با رابطه دارسی-ویسباخ نشان داده می‌شود:
{\displaystyle {\frac {\Delta p}{L}}=f_{D}.{\frac {\rho }{2}}.{\frac {v^{2}}{D}}}
که در آن افت فشار بر حسب طول واحد {\textstyle {\frac {\Delta p}{L}}}(واحد SI آن Pa/m می‌باشد)، تابعی از عوامل زیر است:
ρ، چگالی سیال بر حسب کیلوگرم بر متر مکعب
D، قطر هیدرولیکی لوله بر حسب متر
v، سرعت متوسط جریان، که به صورت تجربی با اندازه‌گیری دبی Q تقسیم بر قطر مقطع داخلی لوله بدست می‌آید، بر حسب متر بر ثانیه
fD، ضریب اصطکاک دارسی
برای جریان لایه ای یا Laminar در یک لوله با مقطع دایره ای به قطر Dc، ضریب اصطکاک با عدد رینولدز رابطه عکس دارد ({\textstyle f_{D}={\frac {64}{Re}}}) که می‌توان آن را با جملات راحت برای اندازه‌گیری بیان کرد. با قرار دادن این روابط در معادله دارسی-ویسباخ معدله به شکل زیر ساده می‌شود:
{\displaystyle {\frac {\Delta p}{L}}={\frac {128}{\pi }}.{\frac {\mu Q}{D_{c}^{4}}}}
که در آن:
μ ویسکوزیته دینامیک سیال بر حسب (Pa·s = N·s/m2 = kg/(m·s))
Q دبی حجمی بر حسب متر مکعب بر ثانیه می‌باشد.

## شکل معادله به صورت افت هد
هد تلف‌شده توسط این رابطه عبارتست از:
{\displaystyle h_{f}=f\cdot {\frac {L}{D}}\cdot {\frac {V^{2}}{2g}}}
که در آن:
- hf هد تلف شده به علت وجود اصطکاک می‌باشد.
- L طول لوله بوده
- D قطر هیدرولیکی لوله‌است (که در مورد لوله با سطح مقطع دایروی همان قطر دایره می‌باشد)
- V سرعت میانگین سیال جاری در لوله می‌باشد
- g شتاب گرانشی محلی زمین
- f ضریب اصطکاک دارسی است که عدد بی بعدی می‌باشد و مقدار آن با توجه به نوع زبری لوله‌ها و عدد رینولدز و به کمک نمودار مودی چارت یا رابطه کلبروک تعیین می‌شود.